# Sous-district de Xichang'anjie
Le sous-district de Xichang'anjie (chinois : 西长安街街道 ; pinyin : Xīcháng'ānjiē jiēdào) est une subdivision du district de Xicheng, dans le centre de Pékin, en Chine.
Le sous-district de Xichang'anjie, traversé comme son nom l'indique par l'avenue Chang'an d'est en ouest, abrite Zhongnanhai et le Centre national des arts du spectacle.

## Communautés résidentielles
Le sous-district de Xichang'anjie est divisé en treize communautés résidentielles (chinois : 社区 ; pinyin : shèqū).
| Nom                   | Chinois          | Pinyin                      | Population | Superficie (km²) |
| --------------------- | ---------------- | --------------------------- | ---------- | ---------------- |
| Nanbeichangjie        | 南北长街社区     | Nánběichángjiē shèqū        |            |                  |
| Fuyoujienan           | 府右街南社区     | Fǔyòujiēnán shèqū           |            |                  |
| Guangming             | 光明社区         | Guāngmíng shèqū             |            |                  |
| Xijiaominxiang        | 西交民巷社区     | Xījiāomínxiàng shèqū        |            |                  |
| Beixinhuajie          | 北新华街社区     | Běixīnhuájiē shèqū          |            |                  |
| Liubukou              | 六部口社区       | Liùbùkǒu shèqū              |            |                  |
| Hepingmen             | 和平门社区       | Hépíngmén shèqū             |            |                  |
| Zhongsheng            | 钟声社区         | Zhōngshēng shèqū            |            |                  |
| Taipusijie            | 太仆寺街社区     | Tàipúsìjiē shèqū            |            |                  |
| Xihuangchenggennanjie | 西黄城根南街社区 | Xīhuángchénggēnnánjiē shèqū |            |                  |
| Yidali                | 义达里社区       | Yìdálǐ shèqū                |            |                  |
| Xidanbei              | 西单北社区       | Xīdānběi shèqū              |            |                  |
| Weiying               | 未英社区         | Wèiyīng shèqū               |            |                  |
|                       |                  | Total                       | 51 477     | 4,24             |